# サルとココナッツ
サルとココナッツ（英: the monkey and the coconuts）は、無人島に流れ着いた5人の水夫と1匹のサルがココナッツの山を分け合うという設定の数学パズルで、ディオファントス方程式に関連した問題である。

## 歴史
この問題は、アメリカの長編・短編作家ベン・エイムズ・ウィリアムズが古くからあった問題を改作してサタデー・イブニング・ポストの1926年10月9日の号に掲載したことで悪名高く知られるようになった。ここにウィリアムズ自身が記した形で問題を述べる：
5人の水夫と1匹のサルが難破船からある島に漂着した。彼らは最初の晩をココナッツ集めで過ごした。夜中水夫の1人が目を覚まし、自分のココナッツの取り分を持っていくことにした。彼がココナッツの山を5つに分けると、1個だけ余りが出たのでそれはサルにやることにし、自分の分は隠して再び眠りに就いた。
そのすぐ後に、2人目の水夫が目を覚まし、同じことをした。ココナッツの山を5つに分けると1個だけ余りが出たので、それはサルにやった。彼は自分の分け前を隠し、寝床に戻った。3人目、4人目、5人目の水夫もこれと全く同じことを続けて行った。翌朝全員が目を覚まし、残っているココナッツの山をきっちり5等分した。このときは余りは出なかった。
元々あったココナッツは、最も少ない場合、いくつだっただろうか。
サタデー・イブニング・ポストには問題の答えを知りたいという2000通以上の手紙が殺到した。編集長のジョージ・ホレイス・ロイマーはいみじくも即座にウィリアムズに打電してこう伝えた："FOR THE LOVE OF MIKE, HOW MANY COCONUTS? HELL POPPING AROUND HERE（後生だから、ココナッツはいくつか教えてくれ。こっちはすごいことになっている）." ウィリアムズには続く20年、答を尋ねる手紙が届き続けることになる。
ウィリアムズはより混乱を誘うため、古くからあった問題を改作していた。古い版では、最後の分配のときもまずサルに1個やってからちょうど5等分することになっている。ウィリアムズ版では最後に残る山はそのままで5等分できる。
マーティン・ガードナーはサイエンティフィック・アメリカン1958年4月号上の彼のコラムMathematical Games columnの中でこの問題を特集している。彼はこの問題がお気に入りだと息子のジムにかつて言っており、後にコラムのベスト集 " The Colossal Book of Mathematics  "で第1章にしているほどである。彼は、サルとココナッツの問題は「おそらく、最も多く挑戦され、最も正解者が少ない」代数のパズルだと言っている。以来、ウィリアムズ版の問題はレクリエーショナルマセマティクスの定番になっている。この問題を含んだ元の物語は1962年のクリフトン・ファディマンの選集、" The Mathematical Magpie" （"magpie"とはカササギのことだが、「何でも集めたがり屋」の意味もある）に全文が載るかたちで再版されることとなった。この本はアメリカ数学協会の、大学学部生向け数学図書室への推薦図書となっている。

## 解
ガードナーは彼のコラムの中で、オリジナル版、ウィリアムズ版の双方に完全な解析を与えた。彼はまず、比較的ややこしくないオリジナル版から着手した。N を最初にあったココナッツの数、F を翌朝の最後の5等分でそれぞれの水夫が受け取ったココナッツの数とする。このとき、次のディオファントス方程式が成り立つ：
1024 N = 15625 F + 11529
ガードナーの指摘では、この方程式は試行錯誤で解くには複雑すぎる。さらにこの方程式には無数の解が存在する。実際、もし(N, F) が解なら、任意の整数 t に対して (N + 15625 t, F + 1024 t) も解である。このことから、解には負の整数も現れることがわかる。絶対値の大きくない負数をいくつか試してみると、N = -4, F = -1 が解になっていることがわかる。これではココナッツの数がマイナスとなって不合理なので、-4に15625を、-1に1024をそれぞれ加えることで、最小の正整数解 (15621, 1023) が得られる。ガードナーはこのケースを一般化した問題を解き、さらにウィリアムズ版の解を N = 55 - 4 = 3121 と求めている。